# Bruno Tuscano
Bruno Tuscano (Palizzi Marina, 20 marzo 1920 – San Maurizio Canavese, 24 gennaio 1945) è stato un partigiano italiano, Medaglia d'oro al Merito civile alla memoria.

## Biografia
Nell'agosto del 1942, fu mandato in Piemonte, a Ceva, per seguirvi il Corso allievi ufficiali di complemento dell'Aeronautica. Sorpreso dall'armistizio in provincia di Piacenza, dopo essere stato arrestato dai tedeschi riuscì a fuggire e, tornato in Piemonte, si impiegò prima in un ufficio statale di Sale Langhe e poi alla Prefettura di Cuneo.
Qui ebbe modo di conoscere un amico di Duccio Galimberti che lo mise in contatto con gli Azionisti e lo convinse ad entrare nella Resistenza. Nel giugno del 1944 Tuscano passò in Valle di Lanzo e, aggregato alla II Divisione Garibaldi, ne divenne ufficiale istruttore e poi capo di stato maggiore della 19ª Brigata, con la quale partecipò ad un'intensa attività di guerriglia. I pesanti rastrellamenti del settembre del 1944 costrinsero il giovane a riparare in Francia. Tornato in Val di Lanzo, Bruno Tuscano assunse il comando della colonna alpina di Giustizia e Libertà "Renzo Giua" e si diede ad organizzare i collegamenti tra i partigiani della Valle e le missioni alleate in Francia, ottenendone preziosi rifornimenti in armi e munizioni.
Il 23 gennaio del 1945 incappò, con i suoi uomini, in una trappola organizzata presso Chialamberto dai paracadutisti del battaglione "Nembo" della RSI. Portato alla Casa Littoria di San Maurizio Canavese, Bruno Tuscano, durante l'interrogatorio riuscì a scagionare gli uomini della sua colonna. Condannato a morte fu fucilato.
In occasione del 60º Anniversario della Liberazione, il Presidente della Repubblica Carlo Azeglio Ciampi, nel Cortile d'onore del Quirinale, ha consegnato a Francesco Tuscano, fratello di Bruno, il riconoscimento alla memoria.